# Вербородинцы
Вербородинцы (укр. Вербородинці) — село в Староконстантиновском районе Хмельницкой области Украины.
Население по переписи 2001 года составляло 354 человек. Почтовый индекс — 31153. Телефонный код — 3854. Занимает площадь 1,403 км². Код КОАТУУ — 6824280901.

## Местный совет
31153, Хмельницкая обл., Староконстантиновский р-н, с. Вербородинцы